# Cyrtopodion brevipes
Espèce
Synonymes
- Gymnodactylus brevipes Blanford, 1874

Statut de conservation UICN

 LC  : Préoccupation mineure
Cyrtopodion brevipes est une espèce de geckos de la famille des Gekkonidae.

## Répartition
Cette espèce est endémique de la province du Seistan-o-Balouchestan en Iran.

## Description
C'est un gecko insectivore.

## Étymologie
Le nom spécifique brevipes vient du latin brevis, court, et de pes, le pied, en référence à l'aspect de ce saurien.

## Publication originale
- Blanford, 1874 : Descriptions of new lizards from Persia and Baluchistàn. Annals and Magazine of Natural History, ser. 4, vol. 13, p. 453-455 (texte intégral).